# Bulbophyllum birmense
Bulbophyllum birmense är en orkidéart som beskrevs av Rudolf Schlechter. Bulbophyllum birmense ingår i släktet Bulbophyllum och familjen orkidéer.
Artens utbredningsområde är Burma. Inga underarter finns listade i Catalogue of Life.